# Roman Jabłoński
Roman Jabłoński (* 18. September 1945 in Danzig) ist ein polnischer Cellist und Musikpädagoge.
Der Sohn des Komponisten Henryk Hubertus Jabłoński besuchte bis 1963 die Celloklasse von Roman Suchecki an der Musikhochschule Danzig. Er setzte seine Ausbildung als Stipendiat des polnischen Kultusministeriums am Moskauer Konservatorium bei Sergei Shirinski fort und studierte von 1971 bis 1973 bei Aldo Parisot an der Yale University.
Von 1969 bis 1971 unterrichtete Jabłoński an der Musikakademie in Łódź, von 1974 bis 1976 an der Musikakademie in Danzig und seitdem an der Staatlichen Hochschule für Musik in Warschau, wo er 2006 an der zu Fryderyk-Chopin-Musikakademie umbenannten Hochschule (heute Fryderyk-Chopin-Universität für Musik ) den Professorentitel erhielt. Weiterhin lehrte er am Konservatorium von San Sebastian, an der Universität der Künste Berlin und der Yale University und gab Meisterkurse u. a. in Rheinsberg, Ankara, Cleveland, Jerusalem, Norfolk und Perth.
Bereits in den 1960er und 1970er Jahren war Jabłoński Gewinner mehrerer Musikwettbewerbe. Sein Repertoire umfasst Solowerke, Kammermusik und Konzerte für Cello vom 17. Jahrhundert bis zur Gegenwart. Von besonderer Bedeutung ist hierbei das Cellokonzert von Witold Lutosławski, das er immer wieder unter Leitung des Komponisten gespielt hat. Sein Debüt in den USA hatte er 1976 in der Carnegie Hall mit dem Polnischen Rundfunksinfonieorchester unter Leitung von Jerzy Maksymiuk. Er trat weiterhin international mit den Berliner Philharmonikern, dem Cleveland Orchestra, dem Jerusalem Symphony Orchestra, dem London Philharmonic Orchestra, dem London Symphony Orchestra, dem New York Philharmonic Orchestra, dem Orchester der RAI Rom, dem Orchestra dell’Accademia Nazionale di Santa Cecilia, dem Royal Scottish National Orchestra und allen Orchestern der BBC auf.
Als Kammermusiker arbeitet er häufig mit Krystyna Borucińska zusammen. Von 1974 bis 1981 war er Mitglied des Quartetts des polnischen Rundfunks und Fernsehens mit Konstanty Andrzej Kulka, Stefan Kamasa und Jerzy Marchwiński. Er spielte zahlreiche Aufnahmen beim Rundfunk und Fernsehen ein, und seine Diskographie umfasst mehr als 20 Alben.

## Weblink
- Website von Roman Jabłoński (Memento vom 1. Januar 2018 im Internet Archive) (nicht mehr aktiv)